# Dario Marianelli
Dario Marianelli (* 21. června 1963 Pisa) je italský hudební skladatel, známý hlavně jako skladatel filmové hudby. Pětkrát pracoval na filmu s režisérem Joem Wrightem, jednalo se o filmy Pýcha a předsudek, Pokání, Sólista, Anna Karenina a Nejtemnější hodina, třikrát byl nominován na Oscara za nejlepší hudbu (Pýcha a předsudek, Pokání, Anna Karenina), z čehož proměnil nominaci za film Pokání.

## Seznam filmů
- Ailsa, 1994
- The Long Way Home, 1995
- The Sheep Thief, 1997
- Byl jsem dole, 1997
- Amatér, 2000
- Pandaemonium, 2000
- Válečník, 2001
- The Visitor, 2002
- In This World, 2002
- Hrad bude můj, 2003
- Kletba bratří Grimmů, 2005
- Pýcha a předsudek, 2005
- V jako Vendeta, 2006
- Pokání, 2007
- Far North, 2007
- Sbohem, Bafano, 2007
- Mé druhé já, 2007
- Houbičky, 2008
- Sólista, 2009
- Všichni jsou v pohodě, 2009
- Agora, 2009
- Jíst, meditovat, milovat, 2010
- Jana Eyrová, 2011
- Lov lososů v Jemenu, 2011
- Anna Karenina, 2012
- Kvartet, 2012
- Crazy Joe, 2013
- Ten třetí, 2013
- Škatuláci, 2014
- Dlouhá cesta dolů, 2014
- Heat, 2014
- Everest, 2015
- Kubo a kouzelný meč, 2016
- Nejtemnější hodina, 2017
- Bumblebee, 2018